# 伊豆北川駅

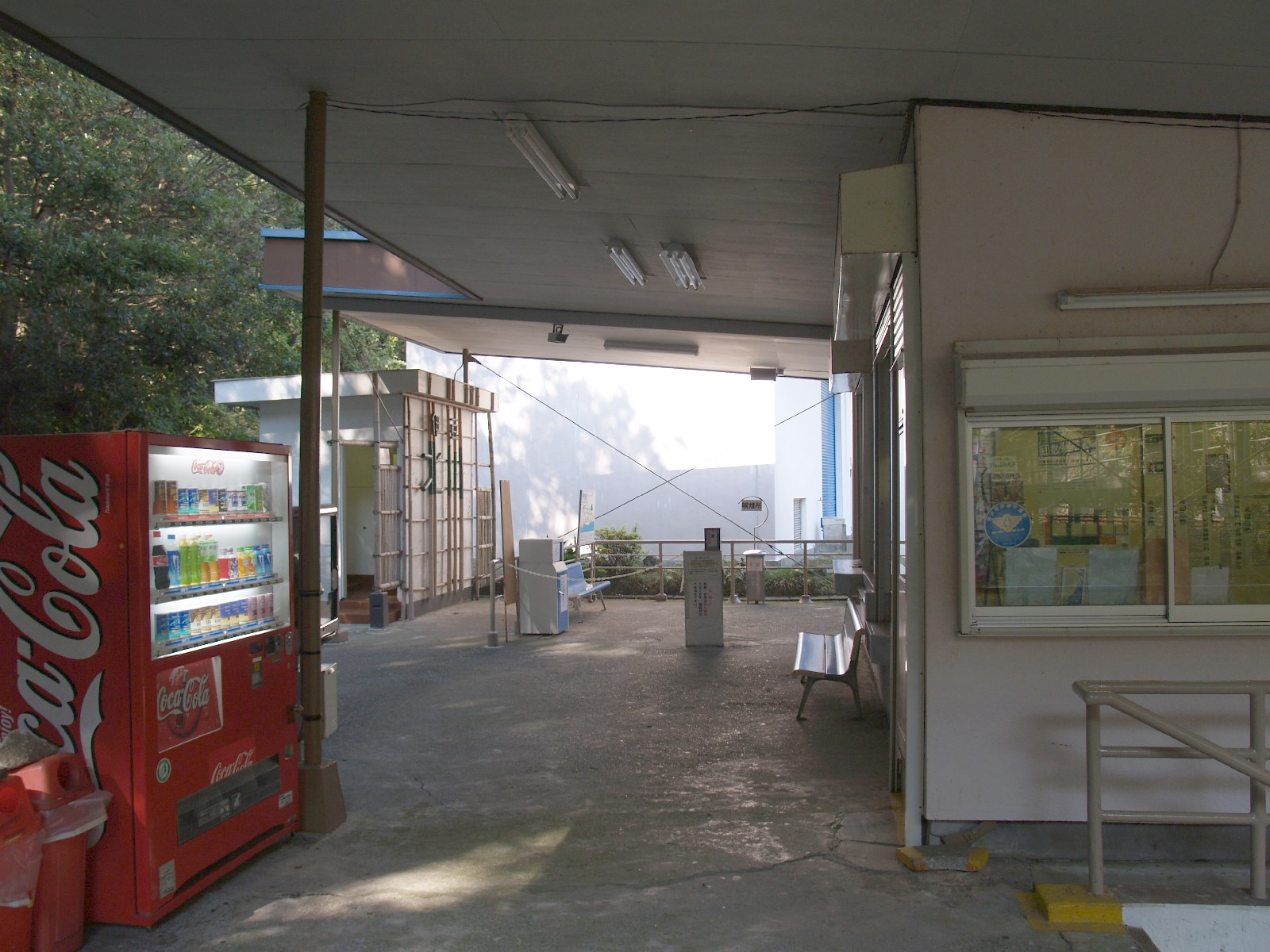
改札口（2008年11月）

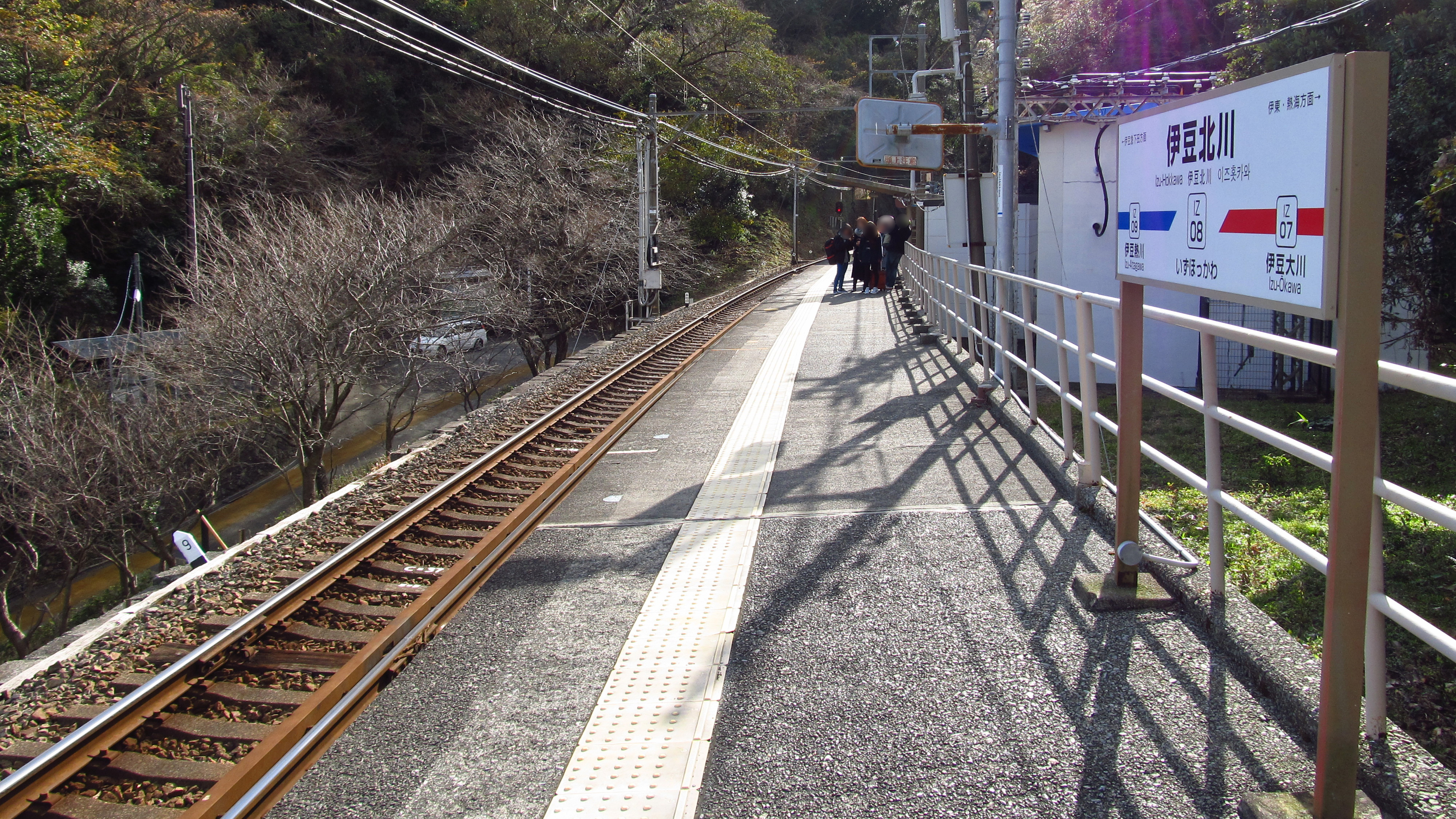
ホーム（2018年1月）

伊豆北川駅（いずほっかわえき）は、静岡県賀茂郡東伊豆町奈良本にある、伊豆急行伊豆急行線の駅である。駅番号はIZ08。

## 歴史
- 1964年（昭和39年）10月1日：開設。
- 2012年（平成24年）4月1日：終日無人駅化。
- 2025年（令和7年）2月5日：北川温泉旅館組合とのネーミングライツスポンサー契約締結により、副駅名「北川あじ鮨を食べて、波打ち際の露天風呂黒根岩風呂に入り、ムーンロードに出会う駅」を設定[1][2]。

## 駅構造
単式ホーム1面1線を有する地上駅。駅舎並びにホームは盛土上にある。無人駅。

### 構内
- Suica及びSuicaと相互利用可能なICカード（PASMO等）は、伊豆急行線内全駅で利用可能であるが、当駅にチャージ機は設置されず、チャージサービスには対応していない。

## 利用状況
- 2020年（令和2年）度の1日平均乗車人員は14人である。

近年の1日平均乗車人員の推移は以下の通り。
| 年度               | 1日平均 乗車人員 | 出典     |
| ------------------ | ---------------- | -------- |
| 1993年（平成05年） | 95               | [ * 1 ]  |
| 1994年（平成06年） | 89               | [ * 2 ]  |
| 1995年（平成07年） | 80               | [ * 3 ]  |
| 1996年（平成08年） | 79               | [ * 4 ]  |
| 1997年（平成09年） | 88               | [ * 5 ]  |
| 1998年（平成10年） | 81               | [ * 6 ]  |
| 1999年（平成11年） | 74               | [ * 7 ]  |
| 2000年（平成12年） | 69               | [ * 8 ]  |
| 2001年（平成13年） | 68               | [ * 9 ]  |
| 2002年（平成14年） | 63               | [ * 10 ] |
| 2003年（平成15年） | 58               | [ * 11 ] |
| 2004年（平成16年） | 46               | [ * 12 ] |
| 2005年（平成17年） | 47               | [ * 13 ] |
| 2006年（平成18年） | 52               | [ * 14 ] |
| 2007年（平成19年） | 54               | [ * 15 ] |
| 2008年（平成20年） | 52               | [ * 16 ] |
| 2009年（平成21年） | 48               | [ * 17 ] |
| 2010年（平成22年） | 42               | [ * 18 ] |
| 2011年（平成23年） | 36               | [ * 19 ] |
| 2012年（平成24年） | 22               | [ * 20 ] |
| 2013年（平成25年） | 23               | [ * 21 ] |
| 2014年（平成26年） | 25               | [ * 22 ] |
| 2015年（平成27年） | 30               | [ * 23 ] |
| 2016年（平成28年） | 35               | [ * 24 ] |
| 2017年（平成29年） | 31               | [ * 25 ] |
| 2018年（平成30年） | 25               | [ * 26 ] |
| 2019年（令和元年） | 26               | [ * 27 ] |
| 2020年（令和02年） | 14               | [ * 28 ] |

## 駅周辺
- 北川温泉
- アクアポート伊豆
- 穴切湾
- 国道135号
- 東伊豆町自主運行バス（運行委託先：東海バス下田営業所）「北川」停留所

## 隣の駅
伊豆急行
 伊豆急行線
伊豆大川駅 (IZ07) - 伊豆北川駅 (IZ08) - 伊豆熱川駅 (IZ09)

### 記事本文
1. ↑  『日本で一番長い⁉伊豆北川駅の副駅名が「北川あじ鮨を食べて、波打ち際の露天風呂黒根岩風呂に入り、ムーンロードに出会う駅」に！』（プレスリリース）伊豆急行、2025年1月22日。2025年2月6日閲覧。
2. ↑  伊藤龍太「３９文字…日本一長い“副”駅名が伊豆急行線に誕生　その名も…？」『静岡新聞』2025年2月6日。2025年2月6日閲覧。

### 利用状況
静岡県統計年鑑
1. ↑  静岡県統計年鑑1993（平成5年） (PDF)
2. ↑  静岡県統計年鑑1994（平成6年） (PDF)
3. ↑  静岡県統計年鑑1995（平成7年） (PDF)
4. ↑  静岡県統計年鑑1996（平成8年） (PDF)
5. ↑  静岡県統計年鑑1997（平成9年） (PDF)
6. ↑  静岡県統計年鑑1998（平成10年） (PDF)
7. ↑  静岡県統計年鑑1999（平成11年） (PDF)
8. ↑  静岡県統計年鑑2000（平成12年） (PDF)
9. ↑  静岡県統計年鑑2001（平成13年） (PDF)
10. ↑  静岡県統計年鑑2002（平成14年） (PDF)
11. ↑  静岡県統計年鑑2003（平成15年） (PDF)
12. ↑  静岡県統計年鑑2004（平成16年） (PDF)
13. ↑  静岡県統計年鑑2005（平成17年） (PDF)
14. ↑  静岡県統計年鑑2006（平成18年） (PDF)
15. ↑  静岡県統計年鑑2007（平成19年） (PDF)
16. ↑  静岡県統計年鑑2008（平成20年） (PDF)
17. ↑  静岡県統計年鑑2009（平成21年） (PDF)
18. ↑  静岡県統計年鑑2010（平成22年） (PDF)
19. ↑  静岡県統計年鑑2011（平成23年） (PDF)
20. ↑  静岡県統計年鑑2012（平成24年） (PDF)
21. ↑  静岡県統計年鑑2013（平成25年） (PDF)
22. ↑  静岡県統計年鑑2014（平成26年） (PDF)
23. ↑  静岡県統計年鑑2015（平成27年） (PDF)
24. ↑  静岡県統計年鑑2016（平成28年） (PDF)
25. ↑  静岡県統計年鑑2017（平成29年） (PDF)
26. ↑  静岡県統計年鑑2018（平成30年） (PDF)
27. ↑  静岡県統計年鑑2019（令和元年） (PDF)
28. ↑  静岡県統計年鑑2020（令和2年） (PDF)